# German Open 2015 - Qualificazioni singolare
Le qualificazioni del singolare del German Open 2015 sono state un torneo di tennis preliminare per accedere alla fase finale della manifestazione. I vincitori dell'ultimo turno sono entrati di diritto nel tabellone principale. In caso di ritiro di uno o più giocatori aventi diritto a questi sono subentrati i lucky loser, ossia i giocatori che hanno perso nell'ultimo turno ma che avevano una classifica più alta rispetto agli altri partecipanti che avevano comunque perso nel turno finale.

## Teste di serie
1. Lucas Pouille (qualificato)
2. Marco Cecchinato (primo turno)
3. Damir Džumhur (primo turno)
4. Albert Montañés (qualificato)

1. Matthias Bachinger (primo turno)
2. Jan-Lennard Struff (primo turno)
3. Tarō Daniel (qualificato)
4. Daniel Muñoz de la Nava (primo turno)

## Qualificati
1. Lucas Pouille
2. Tarō Daniel

1. Íñigo Cervantes
2. Albert Montañés

## Tabellone

### Legenda
| - Q = Qualificato - WC = Wild card - LL = Lucky loser | - ALT = Alternate - SE = Special Exempt - PR = Protected Ranking | - w/o = Walkover - r = Ritirato - d = Squalificato |

### Sezione 1
|  | Primo turno | Primo turno        | Primo turno        | Primo turno | Primo turno |  |  | Ultimo turno | Ultimo turno  | Ultimo turno | Ultimo turno | Ultimo turno |  |
|  |             |                    |                    |             |             |  |  |              |               |              |              |              |  |
|  | 1           | Lucas Pouille      | 3                  | 6           | 6           |  |  |              |               |              |              |              |  |
|  |             | Carlos Berlocq     | 6                  | 1           | 3           |  |  | 1            | Lucas Pouille | 5            | 6            | 6            |  |
|  |             | Renzo Olivo        | Renzo Olivo        | 7           | 6           |  |  |              | Renzo Olivo   | 7            | 2            | 2            |  |
|  | 6           | Jan-Lennard Struff | Jan-Lennard Struff | 64          | 3           |  |  |              |               |              |              |              |  |

### Sezione 2
|  | Primo turno | Primo turno         | Primo turno         | Primo turno | Primo turno |  |  | Ultimo turno | Ultimo turno        | Ultimo turno        | Ultimo turno | Ultimo turno |  |
|  |             |                     |                     |             |             |  |  |              |                     |                     |              |              |  |
|  | 2           | Marco Cecchinato    | Marco Cecchinato    | 3           | 63          |  |  |              |                     |                     |              |              |  |
|  | WC          | Maximilian Marterer | Maximilian Marterer | 6           | 7           |  |  | WC           | Maximilian Marterer | Maximilian Marterer | 3            | 1            |  |
|  | WC          | Daniel Masur        | Daniel Masur        | 2           | 4           |  |  | 7            | Tarō Daniel         | Tarō Daniel         | 6            | 6            |  |
|  | 7           | Tarō Daniel         | Tarō Daniel         | 6           | 6           |  |  |              |                     |                     |              |              |  |

### Sezione 3
|  | Primo turno | Primo turno             | Primo turno | Primo turno | Primo turno |  |  | Ultimo turno | Ultimo turno    | Ultimo turno    | Ultimo turno | Ultimo turno |  |
|  |             |                         |             |             |             |  |  |              |                 |                 |              |              |  |
|  | 3           | Damir Džumhur           | 6           | 3           | 4           |  |  |              |                 |                 |              |              |  |
|  |             | Norbert Gombos          | 3           | 6           | 6           |  |  |              | Norbert Gombos  | Norbert Gombos  | 4            | 4            |  |
|  |             | Íñigo Cervantes         | 6           | 3           | 6           |  |  |              | Íñigo Cervantes | Íñigo Cervantes | 6            | 6            |  |
|  | 8           | Daniel Muñoz de la Nava | 4           | 6           | 3           |  |  |              |                 |                 |              |              |  |

### Sezione 4
|  | Primo turno | Primo turno        | Primo turno     | Primo turno | Primo turno |  |  | Ultimo turno | Ultimo turno    | Ultimo turno | Ultimo turno | Ultimo turno |  |
|  |             |                    |                 |             |             |  |  |              |                 |              |              |              |  |
|  | 4           | Albert Montañés    | Albert Montañés | 6           | 6           |  |  |              |                 |              |              |              |  |
|  |             | Luca Vanni         | Luca Vanni      | 3           | 4           |  |  | 4            | Albert Montañés | 6            | 2            | 6            |  |
|  | WC          | Miša Zverev        | 1               | 6           | 6           |  |  | WC           | Miša Zverev     | 0            | 6            | 4            |  |
|  | 5           | Matthias Bachinger | 6               | 3           | 4           |  |  |              |                 |              |              |              |  |